# 猎鹿

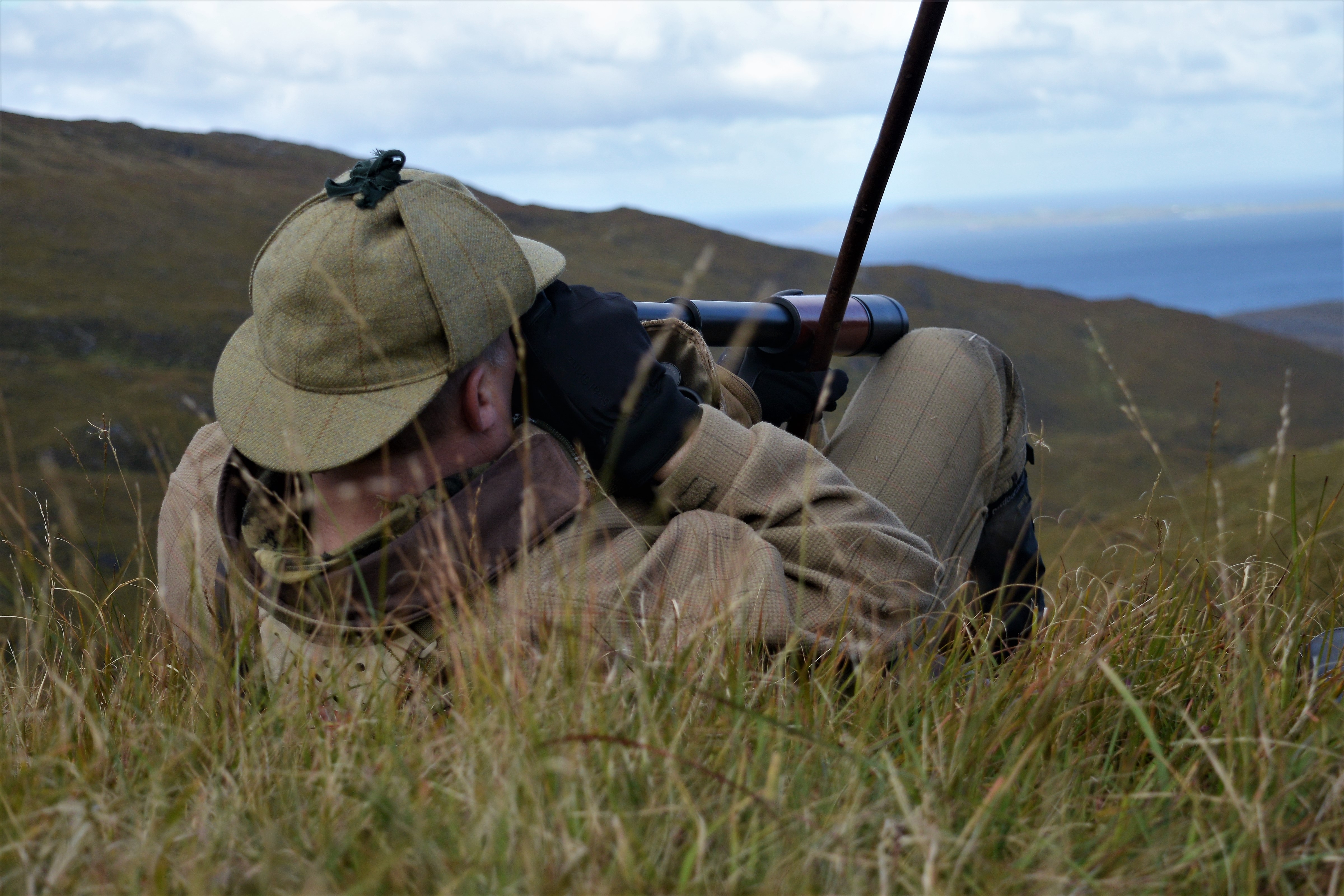
苏格兰猎鹿人用望远镜观察周围环境

猎鹿（英語：deer stalking），是一个英語术语，指的是为了獵鹿、休闲、戰利品狩獵或族群控制而徒步逐鹿。作为野生动物管理的一部分，就像猎兔和猎野猪一样。英国狩猎的鹿有马鹿、西方狍、黇鹿、梅花鹿、麂、獐以及这些鹿的雜交種。
猎鹿通常用栓动步枪射击，可能在荒野或林地中进行。《狩猎法》规定的管制措施适用于鹿（源自《1991年鹿法》）。鹿肉也是一种非常受欢迎的肉类，2014年英国的鹿肉销量翻了两番。在中央式底火发明之前，人们借助视觉猎犬（比如苏格兰猎鹿犬）来猎鹿。在英国，对所有动物弓箭狩猎都是非法的。
在北美，“猎鹿 ”一词用于描述不使用獵犬的猎鹿策略，但在大不列顛島和爱尔兰岛，该词一般是指用嗅觉猎犬的猎犬和非武装的追猎者（通常骑马）逐鹿。狩猎者被称为猎物追踪者（game stalker）。

## 背景

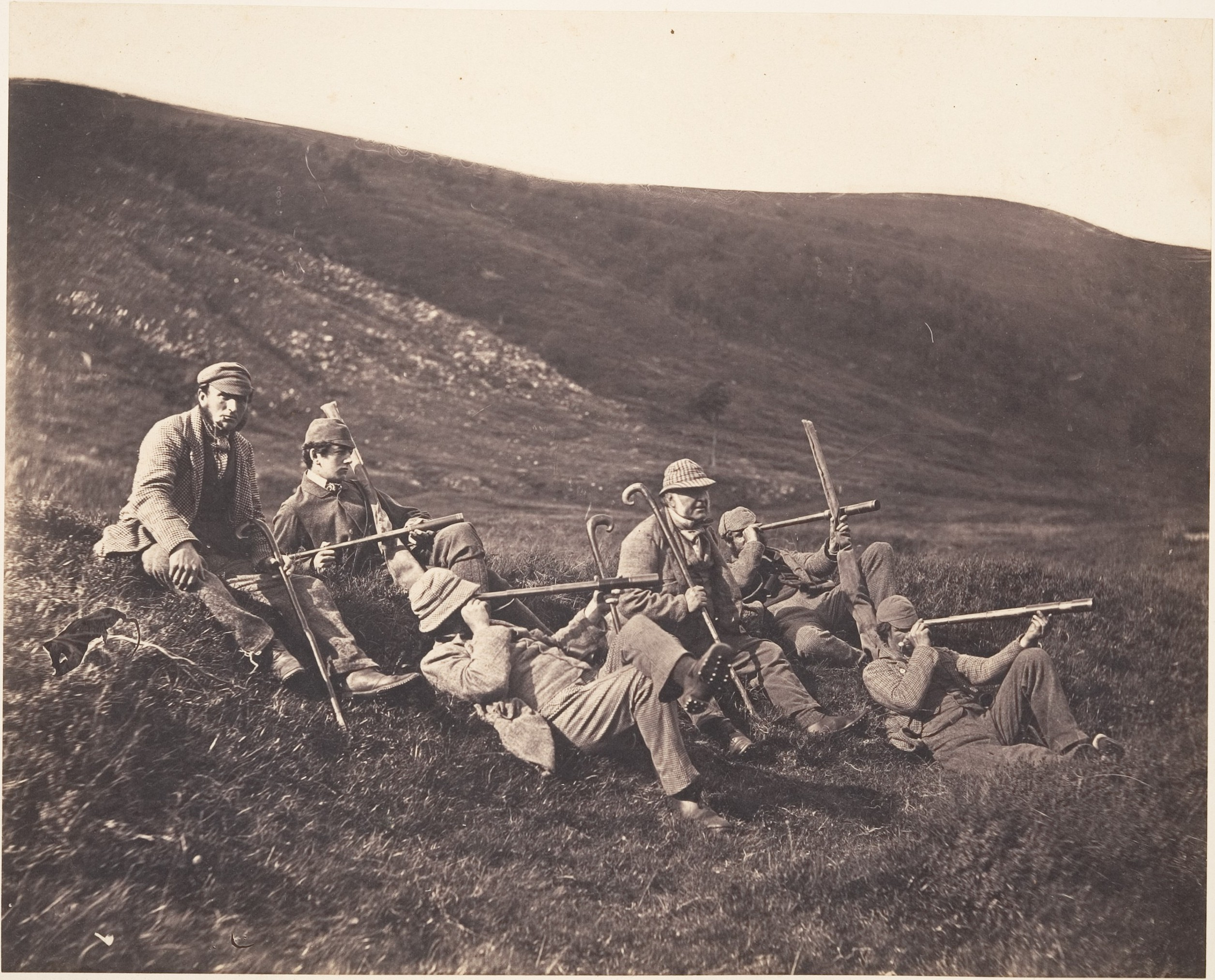
格伦菲什庄园的猎鹿人用望远镜进行侦察，大约拍摄于1858年。

猎鹿跟踪的定义是隐蔽地追逐或接近，在接近野生鹿或鹿可能经过的高位监督区时，这往往是必要的。苏格兰的猎鹿人跟踪通常是在专业跟踪者或常驻专家的指导下进行的。
除了在蘇格蘭和湖区的开阔山坡上对红鹿和梅花鹿进行白天的猎鹿跟踪外，大多数猎鹿跟踪活动都是在白天的头两个小时和最后两个小时进行的。英国唯一没有野生鹿的郡是米德爾塞克斯，在其他所有英格兰和苏格兰郡以及威尔士的大多数郡，都有通过猎鹿人控制鹿的数量。
在狩猎战利品时，鹿角的测量采用几种评分系统之一，用于比较鹿头的相对优劣。在包括英国在内的欧洲，使用的是国际狩猎理事会（Conseil International du Chasse，CIC）系统；在美国，使用的是布恩与克罗克特（Boone & Crockett）系统或国际野生动物园俱乐部（Safari Club International，SCI）系统；在澳大利亚，使用的是道格拉斯（Douglas）系统。

## 目的

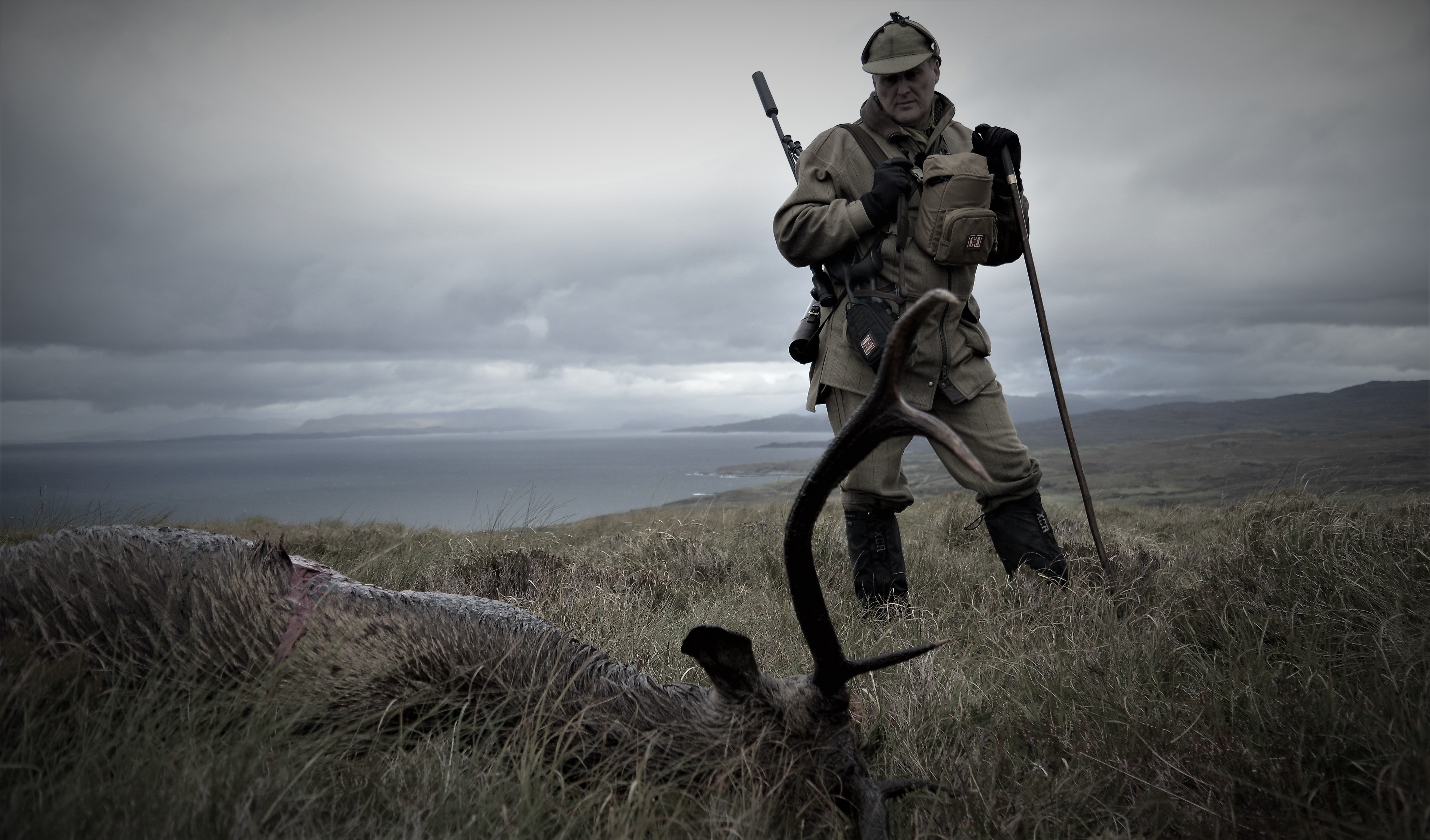
苏格兰高地阿德纳默亨庄园，职业猎手站在一只被射杀的红鹿旁边

英国没有鹿的天敌。因此，为了保持鹿的数量稳定，每年都要扑杀一部分鹿。每年都会对鹿的数量进行统计，以确定需要扑杀的鹿的年龄和性别。然后，在正确的捕鹿季节捕杀不能生育、基因古怪或年龄很大的鹿。这种选择的结果是形成一个金字塔状，顶部是一些健康的老龄鹿，底部是一岁鹿。
鹿角出众的雄鹿有时被称为 “战利品”，作为捕杀的一部分，它们可以作为购买的运动套餐的一部分被射杀，从而为整个鹿群的管理带来收入。如果需要减少鹿的数量，就会宰杀更多的雌鹿。如果需要增加鹿的数量，则只选择少数鹿进行捕杀。
有许多情况会导致无法开枪，例如没有安全的后挡板、没有清晰的射击目标、鹿没有停下来、所选鹿的后面还有其他鹿、能看到的鹿已经过了捕猎季节、鹿不适合捕杀，或者鹿是可以带来急需资金的战利品。因此，并非每次猎鹿都能猎杀一头鹿。